# George Bate
George Bate (* 1608 in Maids Moreton, Buckinghamshire; † 19. April 1669 in London) war ein englischer Arzt.

## Leben und Wirken
Er studierte in Oxford, wo er 1637 den medizinischen Doktorgrad erwarb. Ursprünglich Puritaner, wandte er sich in Oxford den Royalisten zu und er wurde zum Arzt König Karls I. ernannt. 1640 wurde Bate zum Fellow des Royal College of Physicians gewählt. Er ließ sich in London nieder. Zur Zeit des Interregnums (30. Januar 1649 – 29. Mai 1660) war er  ab 1653 Arzt Cromwells. Nach der Wiedereinführung der Monarchie wurde er wieder Royalist und Arzt König Karls II.
Bates bekanntestes Werk ist das Elenchus motuum nuperorum in Anglia. Simul ac Iuris Regii et Parlamentarii. Brevis enarratio, das 1649 unter dem Pseudonym „Theodorus Veridicus“ in Paris erschien und in dem er das Königtum pries, in einer Zeit, als er in Diensten Cromwells stand.
Im Titel seiner Abhandlung über die Rachitis (1650) nannte Francis Glisson Bate als Co-Autor. Der Londoner Apotheker James Shipton gab 1688 unter dem Titel »Pharmacopoeia Bateana« eine Sammlung von Arzneimitteln heraus, die Bate in seiner Praxis benutzt hatte.

## Werke
- (Unter dem Pseudonym „Theodorus Veridicus“). Elenchus motuum nuperorum in Anglia. Simul ac Iuris Regii et Parlamentarii. Brevis enarratio. Paris 1649 (Digitalisat)
- (Unter dem Pseudonym „Theodorus Veridicus“). Elenchus motuum nuperorum in Anglia. Simul ac Iuris Regii et Parlamentarii. Brevis enarratio. 2. Verbesserte Auflage. Edinburgh 1650 (Digitalisat)
- (Unter dem Pseudonym „Theodorus Veridicus“). Abbrégé des derniers mouvemens d'Angleterre. Avec un Raisonnement Succint des droits tant du Roy, que du Parlement. Jacques Moens, Anvers 1651  (Digitalisat)
- Elenchi Motuum Nuperorum In Anglia. Pars Prima ; Simul ac Juris Regii et Parlamentarii. Brevis Ennarratio. R. Royston, London 1661 (Digitalisat)
- Elenchi Motuum Nuperorum In Anglia. Pars Secunda: Simul ac Regis Effugii Mirabilis e Praelio Wigorniae Ennaratio. R. Royston, London 1663 (Digitalisat)
- Pharmacopoeia Bateana : in qua octingenta circiter pharmaca, pleraque omnia e Praxi Georgii Batei ... excerpta ...  Janssonio-Waesbergios, Amsterdam 1688 (Digitalisat)
- Pharmacopoeia Bateana : Quâ Nongenta Circiter Pharmaca, pleraq[ue] omnia è Praxi Georgii Batei Regi Carolo Secundo Medici Primarii excerpta, ordine alphabetico concisè exhibentur ... Dritte Auflage  Smith & Walford, London 1700 (Digitalisat)
- Pharmacopoeia Bateana. Qua Nongenta circiter Pharmaca, pleraque omnia e Praxi Georgii Batei, Regi Carolo II. Medici Primarii excerpta, Ordine Alphabetico concise exhibentur, cum Viribus & Dosibus annexis : Quorum nonnulla in Laboratorio publico Pharmacopoeano Lond. fideliter parantur Venalia: Atque in Usu sunt hodierno apud Medicos Londinenses. Huic accesserunt Arcana Goddardiana, Item Orthotonia Medicorum Observata: Et Tabula Posologica, Dosibus Pharmacorum accomodata. Cum Indice Morborum, Curationum, &c.   Oehrling, Frankfurt am Main 1702 (Digitalisat)